# 安野眞幸
安野 眞幸（あんの まさき、1940年10月29日 - ）は、日本史学者、弘前大学名誉教授。対外交渉史が専門。

## 来歴
神奈川県横須賀市に生まれる。1964年東京大学文学部国史学科卒、1973年同大学院博士課程単位取得満期退学、弘前大学教養部助教授。1989年『バテレン追放令』でサントリー学芸賞受賞、その後教授。2006年定年退官して名誉教授、聖徳大学教授。2011年定年退職。
中世日本の下人、長崎市におけるバテレン追放令、平戸・横瀬浦・長崎などの貿易港、楽市・楽座、唐人屋敷についての研究を行なっている。貿易港と関わった商業民族や対外交易者は、共同体の境界線に属する二重所属的な人々であり、こうした集団が市民社会の形成を担ったと論じている。

## 著書
- 『下人論―中世の異人と境界』日本エディタースクール出版部、1987年
- 『バテレン追放令―16世紀の日欧対決』日本エディタースクール出版部、1989年
- 『港市論―平戸・長崎・横瀬浦』日本エディタースクール出版部、1992年
- 『楽市論―初期信長の流通政策』法政大学出版局、2009年
- 『山茶花の恋 歌集』日本エディタースクール出版事業部 2009
- 『世界史の中の長崎開港 交易と世界宗教から日本史を見直す』言視舎 2011
- 『教会領長崎 イエズス会と日本』講談社選書メチエ 2014
- 『日本中世市場論 制度の歴史分析』名古屋大学出版会 2018
- 『戦国家法の形成と公界 『結城氏新法度』と『相良氏法度』を読む』名古屋大学出版会 2024